# Travis Milne
Travis Milne (Fort McMurray, 19 luglio 1986) è un attore canadese.

## Carriera
La sua prima apparizione in TV fu nella serie Bionic Woman (2007). Inoltre lo si è visto quando è stato scelto come uno dei padroni di casa della serie My Green House  .
Nel 2008 ha interpretato l'avvocato Eric Baldwin nel film per la televisione Confessions of a Go-Go Girl .
Nel 2009 ha avuto un ruolo nel film di Reginald Harkema, in Leslie, il mio nome è il male. in anteprima al Toronto Film Festival 2009  .
Nel 2010 entra a far parte nel cast di Rookie Blue  .

## Filmografia

### Cinema
- Leslie, il mio nome è il male (Leslie, My Name Is Evil), regia di Reginald Harkema (2009)
- Badge of Honor, regia di Agustín (2015)

### Televisione
- My Green House – serie TV, 13 episodi (2007)
- Bionic Woman – serie TV, episodio 1x04 (2007)
- Un fidanzato per mamma e papà (Holiday in Handcuffs) regia di Ron Underwood – film TV (2007)
- The Other Woman, regia di Jason Priestley – film TV (2008)
- Confessions of a Go-Go Girl, regia di Grant Harvey – film TV (2008)
- Nearlyweds, regia di Mark Griffiths – film TV (2013)
- Il Perfetto Regalo di Natale (A Gift Wrapped Christmas), regia di Lee Friedlander – film TV (2015)
- Rookie Blue – serie TV, 74 episodi (2010-2015)
- Rogue – serie TV, 4 episodi (2015)
- Saving Hope – serie TV, 6 episodi (2015-2016)
- Un'estate d'amore (Summer Love), regia di Lynne Stopkewich – film TV (2016)
- Se scappo mi sposo a Natale (Runaway Christmas Bride), regia di David DeCoteau – film TV (2017)
- Same Time Next Week, regia di Monika Mitchell – film TV (2017)
- Nurses – serie TV, episodio 1x10 (2020)
- American Gods – serie TV, episodio 3x3 (2021)
- I consigli di zia Hope (The Clue to Love), regia di Graeme Campbell – film TV (2021)
- Nurses - Nel cuore dell'emergenza – serie TV, episodio 1x10 (2022)
- Chucky – serie TV, episodi 1x01-1x02-1x04 (2022)

## Doppiatori italiani
Nelle versioni in italiano delle opere in cui ha recitato, Travis Milne è stato doppiato da:
- Davide Albano in Rookie Blue
- Emiliano Coltorti in Il Perfetto Regalo di Natale
- Giorgio Perno in Nurses - Nel cuore dell'emergenza